# Rosenhof Seniorenwohnanlagen
Die Rosenhof Seniorenwohnanlagen sind ein deutsches, privatwirtschaftlich geführtes Unternehmen. Die derzeit elf Häuser befinden sich an unterschiedlichen Standorten in Deutschland: Travemünde, Ahrensburg, Hamburg, Großhansdorf, Berlin, Erkrath, Kronberg und Bad Kissingen. Im August 2023 lebten rund 4.000 Senioren in allen Einrichtungen zusammen.
Alle Häuser verfügen über einen Appartmentbereich mit Ein- bis Dreizimmerappartements zwischen 30 und 120 m², einen eigenen ambulanten Pflegedienst sowie neun der elf Standorte über einen eigenen vollstationären Pflegewohnbereich.
Die Rosenhof Seniorenwohnanlagen beschäftigen nach eigenen Angaben rund 1.700 Mitarbeiter (Stand: Dezember 2023).

## Geschichte
- 1972 Eröffnung des Hauses Rosenhof Großhansdorf 1
- 1975 Eröffnung des Hauses Rosenhof Großhansdorf 2
- 1978 Eröffnung des Hauses Rosenhof Bad Kissingen
- 1978 Eröffnung des Hauses Rosenhof Erkrath-Hochdahl
- 1981 Eröffnung des Hauses Rosenhof Ahrensburg
- 1984 Eröffnung des Hauses Rosenhof Kronberg im Taunus
- 1984 Eröffnung des Hauses Rosenhof Erkrath
- 1989 Eröffnung des Hauses Rosenhof Hamburg-Blankenese
- 1992 Eröffnung des Hauses Rosenhof Lübeck-Travemünde
- 1999 Eröffnung des Hauses Rosenhof Berlin-Mariendorf
- 2007 Eröffnung des Hauses Rosenhof Berlin-Zehlendorf